# Samuel Parr
Samuel Parr (26 janvier 1747 – 6 mars 1825) est un maître d'école anglais, écrivain, ministre et docteur en droit. Il est connu à son époque pour ses écrits politiques et (de manière flatteuse) sous le nom de « Whig Johnson », bien que sa réputation ait moins bien duré que celle de Samuel Johnson et que les ressemblances sont à un niveau superficiel. Correspondant prolifique, il suit nombre de ses élèves et s'implique largement dans la vie intellectuelle et politique.

## Biographie

### Jeunesse et éducation
Parr est né à Harrow on the Hill de Samuel Parr, chirurgien, et de sa femme Ann. Samuel est un homme déterminé et instruit qui enseigne la grammaire latine à son fils unique à l'âge de quatre ans. À Pâques 1752, Parr est envoyé à Harrow School en tant qu'étudiant libre et lorsqu'il part au printemps 1761, il commence à assister son père dans sa pratique médicale. Son père tente d'orienter Samuel vers une carrière médicale. Obstinément, Parr refuse à plusieurs reprises les offres visant à approfondir ses connaissances médicales. Début novembre 1762, la mère de Parr meurt. Moins d'un an plus tard, son père se remarie, avec Margaret Coxe, au grand dam de son fils, alors âgé de seize ans.
Samuel est finalement autorisé à troquer la médecine contre la théologie. À cette fin, Parr entre à l'Université de Cambridge et en 1765, il est admis à l'Emmanuel College de Cambridge où, comme il l'écrit plus tard, ses « tuteurs étaient éminemment compétents et uniformément gentils envers moi ». Le 23 janvier 1766, quelques mois seulement après le début de son séjour de 14 mois à Cambridge, le père de Parr meurt. Même avec le soutien financier de Harrow, l'argent est désormais un problème et Parr, incapable de poursuivre ses études sans s'endetter, est contraint de quitter Cambridge.

### Carrière d'enseignant
Ayant besoin à la fois de fonds et de stimulation intellectuelle, il décide de retourner à Harrow. De février 1767 à la fin de 1771, il sert sous la direction de Robert Carey Sumner (à cette époque un ami personnel) comme assistant principal à Harrow, où il a Richard Brinsley Sheridan parmi ses élèves et bénéficie d'un revenu d'environ 100 £ par an, composé de £ 50 de salaire et environ le même montant de frais de scolarité pour les élèves privés. À la mort du directeur en septembre 1771, Parr postule immédiatement pour le poste, mais n'est pas sélectionné. Harrow exige que chaque candidat soit titulaire d'une maîtrise ès arts ; un titre honorifique lui est rapidement accordé par Cambridge, où tous ses précédents professeurs faisaient son éloge.
Il est ordonné diacre par Richard Terrick, évêque de Londres, la veille de Noël 1769, et pendant une courte période, il sert comme curé dans les paroisses voisines de Willesden et Kingsbury. Parr obtient une licence de l'évêque le 14 octobre 1771 et ouvre une école à Stanmore. Peut-être pressé par le besoin d'une surintendante à l'école, il épouse Jane Marsingale le mois suivant. Bien qu'il ait emmené avec lui entre 20 et 40 élèves de Harrow, l'école échoue au bout de cinq ans, principalement parce qu'elle ne pouvait pas rivaliser avec Harrow. Au cours de son séjour là-bas, cependant, il introduit avec succès divers développements curriculaires, en particulier l'enseignement de l'anglais et de sa grammaire (par opposition au latin purement), sujet sur lequel il publie son Introduction à la grammaire anglaise, parue en 1765.
En 1776, il est élu au poste de directeur de la Colchester Royal Grammar School et déménage avec sa famille dans la ville au printemps 1777. Il répare les bâtiments tombés en ruine et prend une maison à proximité pour l'accueil des pensionnaires privés. En reconnaissance de ses réalisations là-bas, une école est nommé en son honneur en 1908. Bien que son séjour à l'école ait été court – il est parti après seulement douze ou quatorze mois, après s'être disputé avec les administrateurs, il noue deux amitiés qu'il garde toute sa vie : celle de Thomas Twining, vicaire de Fordham, et du Révérend Nathaniel Forster, recteur de All Saints près de Colchester. Il est également ordonné prêtre le 15 mars 1775 par Robert Lowth, autre partisan de l'enseignement de l'anglais dans les écoles. À la demande de son ami le Dr Forster, il entre chez les curés de Hythe et de la Trinity Church à Colchester.
Le 1er août 1778, lors d'une assemblée plénière de la mairie, Parr est élu maître du lycée de Norwich et, au début de l'année suivante, s'installe dans la ville pour commencer à travailler. Même si l'argent reste une préoccupation pour Parr, il parvient à trouver le bonheur à Norwich, entouré, comme il l'est, d'un groupe d'universitaires engagés. Peu de temps après, il devient vicaire du révérend William Tapps, au service des églises de St. George's Colgate et St Saviour. Parr, tournant son attention vers l'obtention d'un doctorat et n'ayant pas obtenu de doctorat en théologie, oriente ses études vers le droit. Le diplôme de LL. D. lui est conféré par l'Université de Cambridge en 1781.

### Retraite

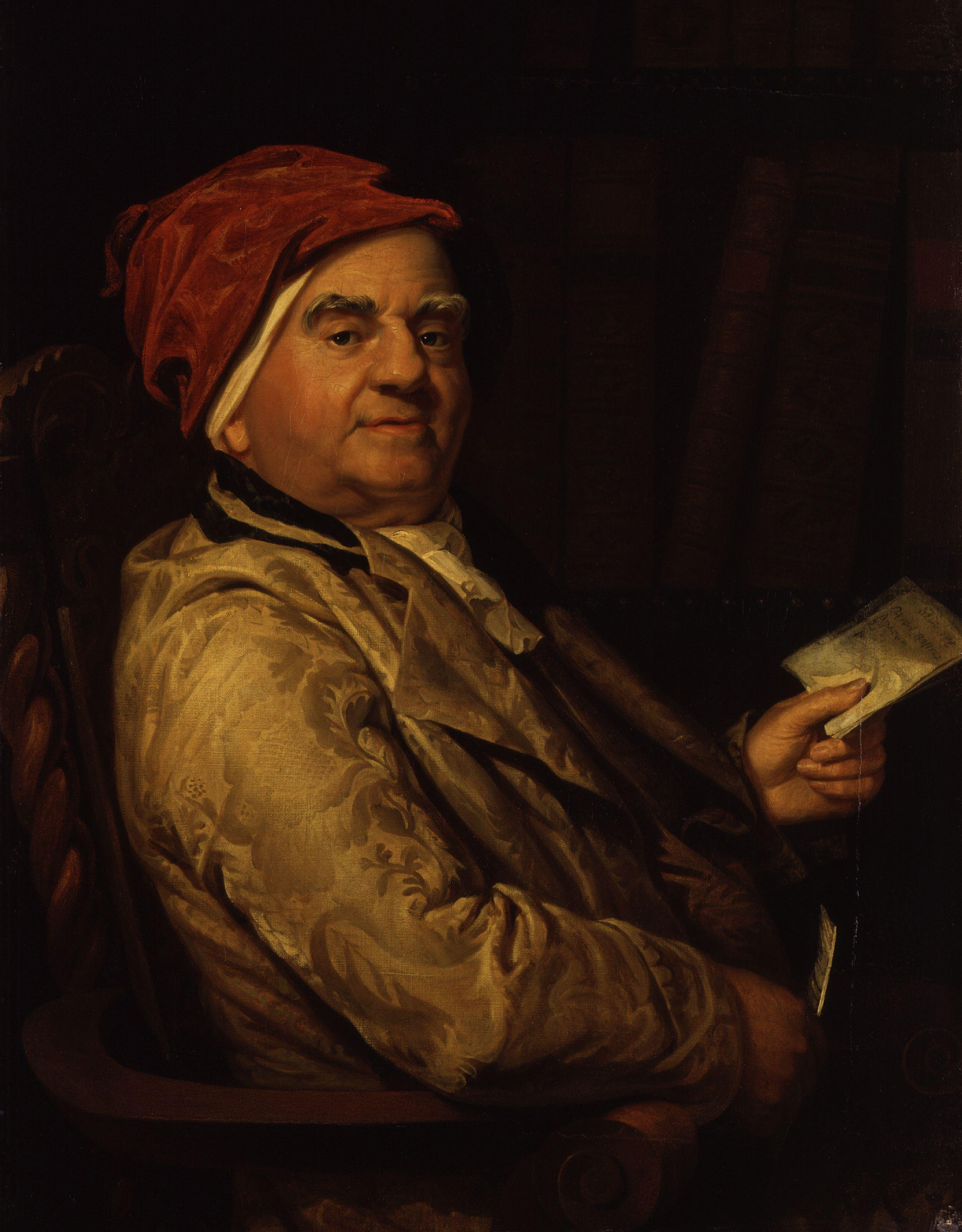
Samuel Parr par George Dawe

Vers la fin de 1785, il décide de quitter Norwich, principalement parce que son poste de directeur n’est pas bien rémunéré mais lui demande beaucoup de temps. De plus, en 1780, il est présenté au petit presbytère d'Asterby dans le Lincolnshire, et trois ans plus tard au presbytère de Hatton près de Warwick. Le premier d’entre eux vaut 36 £ par an ; ce dernier, cependant, autour de 100 £. Il démissionne du premier en faveur de son vicaire à Hatton. Ces postes lui  donnent à la fois un meilleur salaire et plus de temps libre pour donner des cours particuliers et tirer plus de revenus de ces activités. 
À la fin de 1788, l'installation du prince de Galles comme régent aurait permis à Parr de devenir évêque de Gloucester. William Pitt le Jeune est au pouvoir sous l'autorité de George III, mais, à mesure que la santé du roi se détériore, le Parlement est sur le point (en quelques semaines) d'établir le prince de Galles comme régent. Prinny, comme on l'appelait, est un partisan de Charles James Fox, qui est à son tour un ami de Parr ; il était donc probable que si le prince était arrivé au pouvoir comme régent, il aurait choisi Fox pour être premier ministre. Fox à son tour qui aurait nommé Parr comme évêque de Gloucester. Malheureusement pour Parr, la santé du roi s'améliore et le projet de loi sur la régence n'est jamais adopté. Les Whigs lui accordent cependant une rente de 300 £, dont il a parfois besoin pendant sa retraite.
En 1789, il échange le bénéfice de Hatton contre Wadenhoe, Northamptonshire, stipulant qu'il est autorisé à résider, en tant que vicaire adjoint, dans le presbytère de Hatton, où il emmène un nombre limité d'élèves et y passe le reste de ses jours, profitant de son excellente bibliothèque, décrite par HG Bohn dans Bibliotheca Parriana (1827). Ses amis Richard Porson et Edmund-Henry Barker passent de nombreux mois en sa compagnie.
Malheureusement, au cours des années suivantes, Parr est sujet à de gros rhumes et développe un érysipèle. Il meurt au presbytère de Hatton le 6 mars 1825. Sa bibliothèque est vendue aux enchères par RH Evans à Londres le 29 mai (et deux jours suivants) et le 31 octobre (et sept jours suivants) ; une copie du catalogue de vente de la première partie est conservée à la bibliothèque de l'Université de Cambridge (cote Munby.c.132(8)).

## Opinions politiques et personnelles
Même au milieu des terreurs de la Révolution française, Parr adhère au whiggisme et il correspond avec tous les hommes éminents, littéraires ou politiques, qui adoptent le même credo. Il est un soutien affirmé de Charles James Fox et déteste avec véhémence William Pitt le Jeune.
Dans la vie privée, son modèle est Johnson. Il réussit à copier la grossièreté et les manières pompeuses de Johnson, mais n'a ni son humour ni sa véritable autorité. Il est célèbre comme écrivain d'épitaphes et écrit des inscriptions pour les tombes de Burke, Charles Burney, Johnson, Fox et Gibbon.

## Écrits
Les écrits de Parr remplissent plusieurs volumes. Les principaux d'entre eux sont ses Personnages de Charles James Fox (1809) et sa réimpression éditée de Tracts of Warburton and a Warburtonian, qui suscitent la controverse ; dans sa critique de Warburton, il se concentre sur les pires écrits de Warburton et Hurd, qui ne méritaient probablement pas d'être réimprimés. Il ne faut pas non plus oublier sa préface latine aux Trois Traités de Bellendenus, considérée comme une grande œuvre du latin moderne.
John Johnstone répertorie environ 1 500 correspondants de Parr, dont deux membres de la famille royale, quatre archevêques et une vaste sélection de ducs, marquis, comtes, vicomtes, seigneurs, chevaliers, juges et députés .

## Mémoires
Il existe deux mémoires de sa vie, l'un par William Field (1828) l'autre, avec ses œuvres et ses lettres, par John Johnstone (1828) et Edmund Henry Barker publient en 1828-1829 deux volumes de Parriana, une masse confuse d'informations sur Parr et ses amis. Un essai sur sa vie, Dr. Samuel Parr : ou, le whiggisme dans ses relations avec la littérature, figure dans les œuvres de Thomas de Quincey, vol. v., et un petit volume des Aphorismes, Opinions et Réflexions de feu le Dr Parr parait en 1826.